# Emmesomyia flavibasis
Emmesomyia flavibasis är en tvåvingeart som först beskrevs av Stein 1911.  Emmesomyia flavibasis ingår i släktet Emmesomyia och familjen blomsterflugor. Inga underarter finns listade i Catalogue of Life.